# Andi Zeqiri
Andi Zeqiri (Lausana, 22 de junio de 1999) es un futbolista suizo que juega como delantero y su equipo es el K. R. C. Genk de la Primera División de Bélgica.

## Trayectoria

### Brighton & Hove Albion  F. C.
El 1 de octubre de 2020 firmó un contrato de cuatro años con el club Brighton & Hove Albion de la Premier League.
Hizo su debut con The Seagulls en un empate 1-1 en casa contra el Sheffield United el 20 de diciembre e ingresó en el minuto 72.
Hizo su primer gol para The Seagulls el 10 de enero de 2021 en una eliminatoria de tercera ronda de la FA Cup en Newport County, donde Brighton ganó en los penales y Zeqiri fue reemplazado en el minuto 63.
Entró como suplente en la victoria de Brighton por 1-0 sobre el campeón Liverpool el 3 de febrero y su equipo obtuvo su primera victoria de liga en Anfield desde 1982. Unos meses más tarde, ingresó en la parte complementaria en otra gran victoria del Brighton en casa por 3-2 sobre el campeón Manchester City el 18 de mayo, en el que The Seagulls pasó de 2-0 abajo para vencer al Sky Blues por primera vez desde 1989.

#### Cesiones
A finales de agosto fue cedido al F. C. Augsburgo. Lo mismo sucedió el año siguiente, siendo el F. C. Basilea su destino.

### Bélgica
En septiembre de 2023 se desvinculó definitivamente del conjunto inglés después de ser traspasado al K. R. C. Genk. En su primer año marcó nueve goles en 39 partidos y en septiembre de 2024 fue cedido al Standard de Lieja.

## Selección nacional

### Eurocopa 2020
Zeqiri inició su carrera internacional con la selección de fútbol de Suiza después de que fue convocado en el equipo preliminar de 29 futbolistas para la Eurocopa 2020 el 19 de mayo de 2021.
El 1 de septiembre del mismo año hizo su debut con la absoluta en un amistoso ante Grecia.

## Clubes
| Club                         | País       | Año       |
| ---------------------------- | ---------- | --------- |
| F. C. Lausanne-Sport         | Suiza      | 2015-2020 |
| Brighton & Hove Albion F. C. | Inglaterra | 2020-2023 |
| F. C. Augsburgo (cedido)     | Alemania   | 2021-2022 |
| F. C. Basilea (cedido)       | Suiza      | 2022-2023 |
| K. R. C. Genk                | Bélgica    | 2023-act. |
| Standard de Lieja (cedido)   | Bélgica    | 2024-2025 |